# 蕭惟昌
蕭惟昌（1418年—？），字有慶，廣東吳川縣人，錦衣衛軍籍，明朝政治人物。進士出身。

## 生平
順天府鄉試第二百三十四名。景泰五年（1454年）甲戌科會試第二百二十一名，殿試登進士第三甲第一百六十五名。

## 家族
曾祖蕭敬甫。祖父蕭弘道。父亲蕭希勝。